# Ohio and Erie Canal
L'Ohio and Erie Canal est un canal dans l'Ohio, aux États-Unis. Construit dans les années 1820 et 1830, il connecte l'Ohio au lac Érié en traversant notamment le parc national de Cuyahoga Valley, où l'une de ses sections est classée National Historic Landmark.